# Pustelnik długosterny
Pustelnik długosterny (Phaethornis superciliosus) – gatunek małego ptaka z rodziny kolibrowatych (Trochilidae), zamieszkujący północną część Ameryki Południowej. Nie jest zagrożony wyginięciem.

## Systematyka i zasięg występowania
W starszych ujęciach systematycznych do P. superciliosus zaliczano podgatunki wydzielone do odrębnego gatunku o nazwie pustelnik długodzioby (P. longirostris), z którego z kolei później wydzielono pustelnika meksykańskiego (P. mexicanus). Tradycyjnie do P. superciliosus zaliczano także wszystkie podgatunki pustelnika wielkodziobego (P. malaris) poza nominatywnym. Obecnie wyróżnia się jedynie dwa podgatunki P. superciliosus:
- P. s. superciliosus (Linnaeus, 1766) – południowa Wenezuela, Gujana, Surinam, Gujana Francuska i północna Brazylia (na północ od Amazonki);
- P. s. muelleri Hellmayr, 1911 – północna Brazylia (na południe od Amazonki).

## Morfologia
WyglądDługi, zakrzywiony dziób, wydłużone, biało zakończone środkowe sterówki, płowy kuper, pióra brązowe (zielony odcień na wierzchu ciała), na masce płowe paski, spód jasny. Samica ma krótsze skrzydła i krótszy, mniej zakrzywiony dziób.
Rozmiarydługość ciała 14–15 cm
Masa ciała4–6 g

## Ekologia i zachowanie
ŚrodowiskoWystępuje na dolnym piętrze lasów tropikalnych, często w pobliżu strumieni.
RozródGniazda buduje na spodzie szerokich liści. W zniesieniu 2 jaja, ich inkubacją zajmuje się samica przez co najmniej 16 dni.
PożywienieNektar kwiatów, bezkręgowce. Odwiedza pojedynczo rosnące kwiaty; pokonuje duże odległości (nawet 1 km), żeby dotrzeć do nektaru.

## Status
Międzynarodowa Unia Ochrony Przyrody (IUCN) uznaje pustelnika długosternego za gatunek najmniejszej troski (LC – least concern) nieprzerwanie od 2004 roku, kiedy to po raz pierwszy został sklasyfikowany w obecnym ujęciu systematycznym. Nie oszacowano całkowitej liczebności populacji tego ptaka, jednak jest on opisywany jako rzadki. Trend liczebności populacji uznaje się za spadkowy ze względu na utratę siedlisk.